# Martinet de Fernando Po
Apus sladeniae
Espèce
Synonymes
- Cypselus sladeniae Ogilvie-Grant, 1904
(protonyme)

Statut de conservation UICN

 DD  : Données insuffisantes
Le Martinet de Fernando Po (Apus sladeniae) est une espèce d'oiseaux de la famille des Apodidae.

## Répartition
Son aire s'étend à travers trois aires restreintes : Bioko, forêts des hauts plateaux camerounais et Ouest de l'Angola.